# 白马山街道
白马山街道，是中华人民共和国山東省济南市市中区下辖的一个乡镇级行政单位。

## 行政区划
白马山街道下辖以下地区：
袁柳东居社区、袁柳西居社区、白马山一居社区、白马山二居社区、铁路新村居社区、槐荫街居社区、谷庄居社区、山凹居社区、东红庙社区、西红庙社区、南红庙社区、韩家庄社区、尹家堂社区、朱家庄社区、前魏华庄社区和后魏华庄社区。

## 人口
2010年中国第六次人口普查时，白马山街道共有人口55977人。共有家庭19208户，平均每户2.84人。14岁以下的少年儿童共8188人，占总人口14.62%；15-64岁人口共43588人，占总人口77.86%；65岁及以上的老年人共4201人，占总人口的7.504%。男性共计28225人，占总人口50.42%；女性共计27752，占总人口49.57%。本地居住的人口中，拥有本地户籍的人口为25057人，占44.76%。